# Episodi di Hawaii Squadra Cinque Zero (undicesima stagione)
L'undicesima stagione della serie televisiva Hawaii Squadra Cinque Zero venne trasmessa in prima visione negli Stati Uniti da CBS dal 28 settembre 1978 al 5 aprile 1979.
| nº   | Titolo originale                  | Titolo italiano                  | Prima TV USA      | Prima TV Italia |
| ---- | --------------------------------- | -------------------------------- | ----------------- | --------------- |
| 1    | The Sleeper                       | Il progetto Omega                | 28 settembre 1978 |                 |
| 2    | Horoscope for Murder              | Oroscopo per un omicidio         | 5 ottobre 1978    |                 |
| 3    | Deadly Courier                    | Corriere fatale                  | 12 ottobre 1978   |                 |
| 4    | The Case Against Philip Christie  | Un ragionevole dubbio            | 19 ottobre 1978   |                 |
| 5    | Small Potatoes                    | Pesci piccoli                    | 26 ottobre 1978   |                 |
| 6    | A Distant Thunder                 | Un tuono sinistro                | 9 novembre 1978   |                 |
| 7    | Death Mask                        | La maschera maledetta            | 16 novembre 1978  |                 |
| 8    | The Pagoda Factor                 | Fattore Pagoda                   | 23 novembre 1978  |                 |
| 9    | A Long Time Ago                   | Tanto tempo fa                   | 30 novembre 1978  |                 |
| 10   | Why Won't Linda Die?              | Perché Linda non muore?          | 14 dicembre 1978  |                 |
| 11   | The Miracle Man                   | L'uomo dei miracoli              | 21 dicembre 1978  |                 |
| 12   | Number One with a Bullet (Part 1) | Numero uno con un proiettile P.1 | 28 dicembre 1978  |                 |
| 13   | Number One with a Bullet (Part 2) | Numero uno con un proiettile P.2 | 4 gennaio 1979    |                 |
| 14   | The Meighan Conspiracy            | Il piano Meighan                 | 18 gennaio 1979   |                 |
| 15   | The Spirit Is Willie              | Lo spirito è Willie              | 25 gennaio 1979   |                 |
| 16   | The Bark and the Bite             | Abbaia e mordi!                  | 8 febbraio 1979   |                 |
| 17   | Stringer                          | Stringer                         | 22 febbraio 1979  |                 |
| 18   | The Execution File                | La lista nera                    | 1º marzo 1979     |                 |
| 19   | A Very Personal Matter            | Una faccenda personale           | 15 marzo 1979     |                 |
| 20   | The Skyline Killer                | Profilo di un killer             | 22 marzo 1979     |                 |
| 21   | The Year of the Horse (Part 1)    | L'anno del cavallo P. 1          | 5 aprile 1979     |                 |
| 21.2 | The Year of the Horse (Part 2)    | L'anno del cavallo P. 2          | 5 aprile 1979     |                 |